# Kvinnan med handväskan
Kvinnan med handväskan (« La femme au sac à main »), également connue sous son titre anglais A Woman Hitting a Neo-Nazi With Her Handbag (« Une femme frappant un néo-nazi avec son sac à main »), est une célèbre photographie en noir et blanc prise à Växjö en Suède le 13 avril 1985 par Hans Runesson.

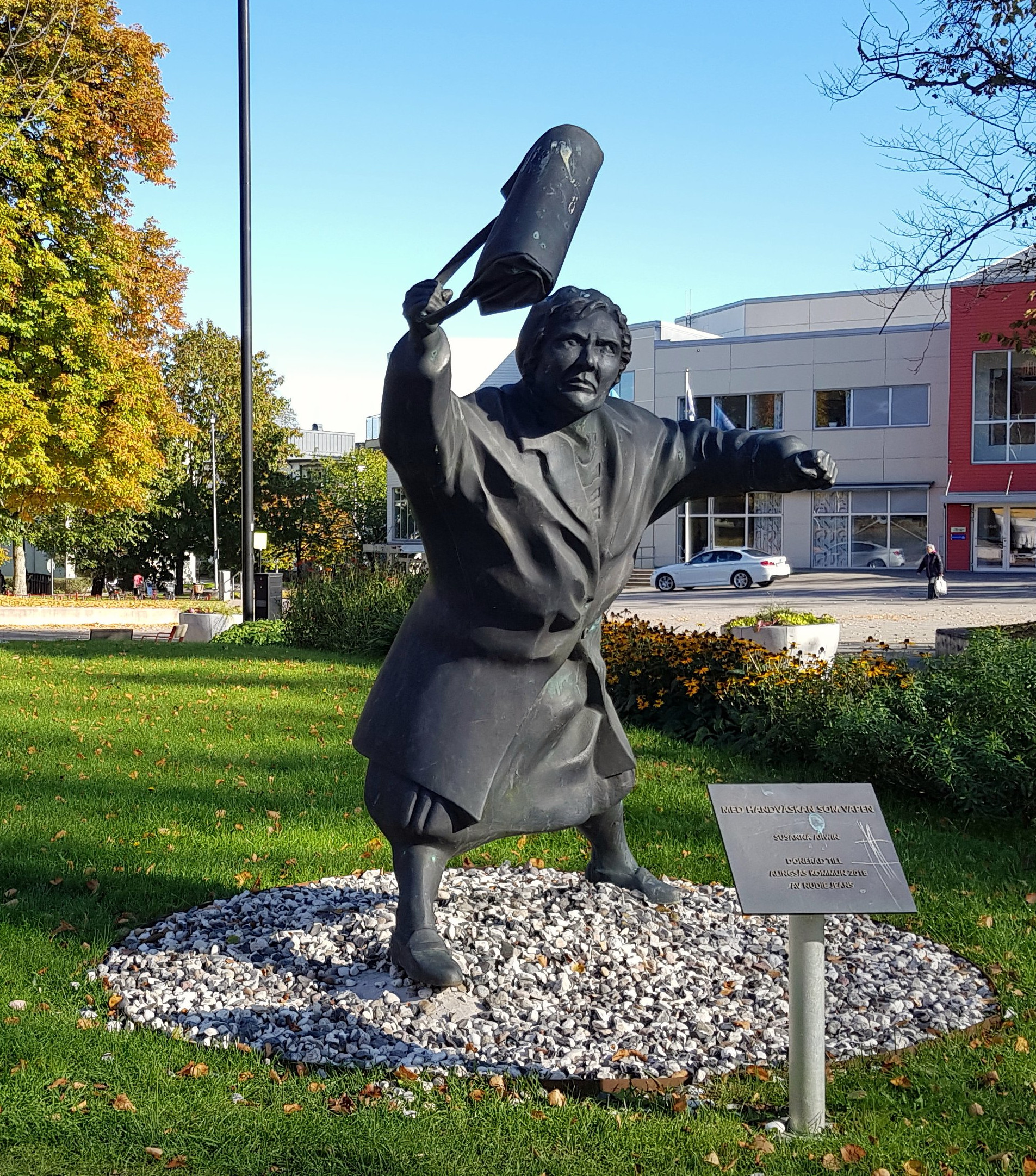
Statue représentant la femme au sac à main, à Alingsås.

Elle représente une femme de 38 ans frappant de son sac à main un skinhead lors d'une manifestation de partisans du Parti du Reich nordique. Publiée le lendemain dans le Dagens Nyheter puis dans certains journaux britanniques, la photographie est choisie comme l'image suédoise de l'année 1985 (Bild Årets) et plus tard comme l'image du siècle par le magazine Vi et la Société photographique historique de Suède.
La femme de la photographie est Danuta Danielsson (1947-1988). Peu de choses sont connues sur elle puisqu'elle a toujours refusé de s'exprimer auprès de journalistes, mais on sait qu'elle était d'origine polonaise et que sa mère avait été déportée dans le camp de concentration de Maïdanek pendant la Seconde Guerre mondiale.